# 永不屈服 (電視電影)
《永不屈服》（英語：Salting the Battlefield），2014年英國電視電影，以英國安全局（軍情五處，MI5）為背景的政治諜報片，導演大衛·海爾「強尼·沃里克」三部曲中的第三部，場景拉回歐洲。

## 主演
- 比爾·奈伊，飾演「強尼·沃里克」[3]，MI5資深警官。

- 雷夫·范恩斯，飾演「艾歷克·比斯萊」，英國首相。
- 茱蒂·戴维斯，飾演Jill Tankard
- 費莉絲蒂·瓊斯，飾演「約翰尼·沃里克」的女兒，畫家。

## 外部連結
- 互联网电影数据库（IMDb）上《永不屈服》的资料（英文）
- Salting the Battlefield （页面存档备份，存于）－广播时报（Radio Times）（英文）
- Salting the Battlefield media pack （页面存档备份，存于），BBC（英文）
- 爛番茄上《永不屈服》的資料（英文）
- 豆瓣电影上《永不屈服》的資料 （简体中文）
- Salting the Battlefield, BBC Two, review （页面存档备份，存于），The Telegraph （英文）
- Salting the Battlefield 2014 Directed by David Hare （页面存档备份，存于），Letterboxd （英文）